# Championnat de France de beach soccer 2010
Navigation
2009 2011
Le National Beach Soccer 2010 est la seconde édition du Championnat de France de beach soccer. Il se dispute sur les plages du Prado à Marseille du 25 au 27 juin 2010.
L'équipe de Marseille 12e est la première à inscrire son nom au palmarès de l'épreuve, battant les Réunionnais de Saint-Pauloise FC en finale.

## Organisation
Le NBS 2010 est le 1er challenge inter-régional de beach soccer. Il est organisé par la société Joël Cantona Organisation, soutenu par la Fédération française de football et sa Ligue de football amateur.
Cette compétition, destinée aux licenciés U20 et seniors masculins, se décline en deux phases : qualificative au niveau régional et une phase finale nationale.
Chaque Ligue régionale de football désireuse de voir ses clubs participer à ce Challenge, met en place son propre tournoi régional entre mai et juin, avec possibilité de faire une phase de pré-qualification par district départemental. Chaque Ligue détermine son champion régional qualifié pour le championnat inter-régional à Marseille (Plages du Prado), regroupant les huit meilleures équipes françaises du 25 au 27 juin 2010.

## Qualifications
| Languedoc-Roussillon, (29 mai au 18 juin) | Méditerranée  | Réunion (??-13 juin) | Lorraine (??-23 juin) |
| ----------------------------------------- | ------------- | -------------------- | --------------------- |
| AS Lattes                                 | Marseille 12e | AS Bretagne          | Jœuf ES               |
| Balaruc Futsal                            |               | ES Etang Salé        | Metz Jorky/Contrex    |
| CE Palavas (hôte)                         |               | OMS Saint-Joseph     | Plantières UL         |
| Les Arceaux                               |               | OMS Saint Pierre     | Talange AS            |
| Saint Aunès                               |               | OMS Tampon           | Thionville Passage    |
| Stade de Balaruc                          |               | Saint-Pauloise FC    | Villiers/Morfontaine  |
| -                                         |               | Tampon BS            | -                     |
| -                                         |               | Tampon FC            | -                     |

## Phase finale
|  | Quarts-de-finale 25 juin 2010 | Quarts-de-finale 25 juin 2010 |                        |         | Demi-finales 26 juin 2010 | Demi-finales 26 juin 2010 |  |  | Finale 27 juin 2010 | Finale 27 juin 2010 |
|  | Quarts-de-finale 25 juin 2010 | Quarts-de-finale 25 juin 2010 |                        |         | Demi-finales 26 juin 2010 | Demi-finales 26 juin 2010 |  |  | Finale 27 juin 2010 | Finale 27 juin 2010 |
|  |                               |                               |                        |         |                           |                           |  |  |                     |                     |
|  |                               |                               |                        |         |                           |                           |  |  |                     |                     |
|  |                               |                               |                        |         |                           |                           |  |  |                     |                     |
|  | ES Jœuf                       | 9                             |                        |         |                           |                           |  |  |                     |                     |
|  | ES Jœuf                       | 9                             |                        |         |                           |                           |  |  |                     |                     |
|  |                               | 7                             |                        |         |                           |                           |  |  |                     |                     |
|  | Marseille 12e                 | 7                             |                        |         |                           |                           |  |  |                     |                     |
|  | Marseille 12e                 | 7                             |                        |         |                           |                           |  |  |                     |                     |
|  |                               | ES Jœuf                       | 2                      |         |                           |                           |  |  |                     |                     |
|  | Marseille 12e                 | ES Jœuf                       | 2                      |         |                           |                           |  |  |                     |                     |
|  |                               |                               |                        |         |                           |                           |  |  |                     |                     |
|  |                               |                               |                        |         |                           |                           |  |  |                     |                     |
|  | Marseille 12e                 | 7                             |                        |         |                           |                           |  |  |                     |                     |
|  | Marseille 12e                 | 7                             |                        |         |                           |                           |  |  |                     |                     |
|  |                               | Saint-Pauloise FC             | 2                      |         |                           |                           |  |  |                     |                     |
|  | Saint-Pauloise FC             | Saint-Pauloise FC             | 2                      |         |                           |                           |  |  |                     |                     |
|  |                               |                               |                        |         |                           |                           |  |  |                     |                     |
|  |                               |                               |                        |         |                           |                           |  |  |                     |                     |
|  | Saint-Pauloise FC             |                               |                        |         |                           |                           |  |  |                     |                     |
|  |                               |                               | Match pour la 3e place |         |                           |                           |  |  |                     |                     |
|  |                               | CE Palavas                    |                        |         |                           |                           |  |  |                     |                     |
|  | CE Palavas                    |                               |                        |         |                           |                           |  |  |                     |                     |
|  |                               |                               |                        |         |                           |                           |  |  |                     |                     |
|  |                               |                               |                        | ES Jœuf | 5 tab 3                   |                           |  |  |                     |                     |
|  |                               |                               |                        | ES Jœuf | 5 tab 3                   |                           |  |  |                     |                     |
|  |                               |                               |                        |         |                           |                           |  |  | CE Palavas          | 5 tab 2             |
|  |                               |                               |                        |         |                           |                           |  |  | CE Palavas          | 5 tab 2             |

L'équipe de Marseille 12e est la première à inscrire son nom au palmarès de l'épreuve en battant les Réunionnais de Saint-Pauloise FC (7-2).
L'ES Jœuf remporte son quart de finale en battant une sélection varoise 9 à 7. Jœuf s'incline en demi-finale face à l’équipe de Marseille 12e (7-2). Dans le match pour la troisième place, l'ESJ s’impose au forceps face à CE Palavas (5-5 t. a. b. 3-2).

## Classement
| # | Club              | Ligue                |
| - | ----------------- | -------------------- |
| 1 | Marseille 12e     | Méditerranée         |
| 2 | Saint-Pauloise FC | Réunion              |
| 3 | ES Jœuf           | Lorraine             |
| 4 | CE Palavas        | Languedoc-Roussillon |
| 5 |                   |                      |
| 6 |                   |                      |
| 7 |                   |                      |
| 8 |                   |                      |